# Stazione di Borgata XXVIII Ottobre
La stazione di Borgata XXVIII Ottobre (o Borgata 28 Ottobre) era una fermata ferroviaria posta sulla ferrovia Tirrenica nel comune di Santa Marinella, nei pressi della località Santa Severa.

## Storia
L'impianto venne attivato il 3 luglio 1939 come fermata impresenziata sprovvista di segnali di protezione tra la stazione di Santa Severa ed il Posto di Blocco n. 20, abilitata al servizio viaggiatori solo per la stagione estiva, fino al 15 ottobre. Venne riattivata il 15 giugno dell'anno successivo con servizio viaggiatori schedulato dal 15 giugno al 15 ottobre anche per gli anni successivi.
Venne definitivamente soppressa nel 1947.

## Strutture e impianti
La fermata, situata nei pressi della caserma dei Carabinieri di Santa Severa, era sprovvista di segnalamento di protezione, disponeva di due banchine destinate al servizio viaggiatori e di un piccolo fabbricato viaggiatori, demolito in seguito alla soppressione.

## Movimento
L'impianto, nei suoi soli 8 anni di esercizio, effettuò servizio viaggiatori durante l'orario estivo, da metà giugno a ottobre, per favorire il movimento dei bagnanti per la vicina area balneare.